# John Collins (Politiker, 1776)
John Collins (* 1. März 1776 im Sussex County, Delaware Colony; † 16. April 1822 ebenda) war ein US-amerikanischer Politiker und von 1821 bis 1822 Gouverneur des Bundesstaates Delaware.

## Frühe Jahre und politischer Aufstieg
John Collins hat sich sein schulisches Wissen weitgehend selbst beigebracht. Zwischen 1803 und 1807 war er Friedensrichter im Sussex County. Zwischen 1807 und 1815 stieg er in der Miliz bis zum Major auf. Daneben war er als Müller und Köhler geschäftlich erfolgreich.
Collins war Mitglied der Demokratisch-Republikanischen Partei. Bis 1820 ist er aber kaum politisch in Erscheinung getreten. In diesem Jahr bewarb er sich als Kandidat seiner Partei für die außerordentliche Gouverneurswahl von Delaware. Diese Wahl war nötig geworden, nachdem der 1819 gewählte Henry Molleston noch vor seiner Amtseinführung im Januar 1820 verstorben war. Daraufhin wurde beschlossen, dass der Präsident des Senats von Delaware, Jacob Stout, für ein Jahr das Amt des Gouverneurs übernehmen sollte. Dann sollten außerordentliche Neuwahlen darüber entscheiden, wer die verbleibenden zwei Jahre der Amtszeit des verstorbenen Molleston beenden sollte. Diese Wahlen konnte John Collins gegen den Föderalisten Jesse Green für sich entscheiden.

## Gouverneur von Delaware
Nach seinem Wahlsieg trat Collins sein neues Amt am 16. Januar 1821 an. In seiner Amtszeit wurden einige Stellen in Regierungsausschüssen neu besetzt und der Ausbau der Straßen wurde weiter vorangetrieben. Allerdings war es Collins nicht gegönnt, seine Amtszeit regulär zu beenden. Er starb bereits im April 1822 und Senatspräsident Caleb Rodney musste die Amtszeit bis zum Januar 1823 beenden. Somit wurde die dreijährige Amtszeit, in die Henry Molleston 1819 gewählt wurde, von drei verschiedenen Gouverneuren absolviert.
Mit seiner Frau Jane Hall, der Tochter von Ex-Gouverneur David Hall, hatte Gouverneur Collins sechs Kinder. Collins war auch Schwager des späteren Gouverneurs David Hazzard, der von 1830 bis 1833 amtierte.